# Kirby 64: The Crystal Shards
Kirby 64: The Crystal Shards (с англ. — «Кирби 64: Кристальные Осколки») — видеоигра в жанре платформер, разработанная компанией HAL Laboratory и выпущенная Nintendo для консоли Nintendo 64. Это первая игра про Кирби с трехмерной компьютерной графикой. Сюжет игры фокусируется на восстановлении кристалла, разбитого Тёмной Материей (англ. Dark Matter). Игровой процесс проходит в 2,5D перспективе и похож на предыдущие игры серии; игрок проходит уровни и получает способности, поглощая врагов. В Kirby 64 появились комбинации способностей — возможность смешивать способности для создания более мощных. В многопользовательском режиме до четырёх игроков могут соревноваться в трех мини-играх.
Разработка игры началась в сентябре 1997 года. Игра предназначалась для дополнения 64DD для N64, но после провала дополнения стала стандартной игрой для N64. Изначально разработчики из HAL Laboratory планировали использовать в управлении Kirby 64 аналоговый стик геймпада, но примерно за год до выхода игры перешли на D-pad. Игра получила в основном положительные отзывы, причем похвала была направлена на её красочные визуальные эффекты и классический стиль геймплея. Некоторые критики отметили низкую сложность и небольшую продолжительность игры, что оставило у них чувство неудовлетворенности. Игра была переиздана для сервиса Virtual Console на Wii и Wii U в 2008 и 2015 годах соответственно, а также была включена в сборник Kirby’s Dream Collection (2012) для Wii. Kirby 64 была последней традиционной игрой Kirby для домашних консолей до выхода игры Kirby’s Return to Dream Land (2011).
Kirby 64 — продолжение игры Kirby’s Dream Land 3. Масахиро Сакураи, создатель серии игр не руководил разработкой данной игры, хотя он и озвучивал в игре Короля Дидиди. Хотя Кирби появляется в качестве играбельного персонажа в Super Smash Bros., это единственная игра в серии Kirby, выпущенная на Nintendo 64.

## Игровой процесс
Kirby 64: The Crystal Shards — платформер, схожий по игровому процессу с предыдущими играми серии Kirby. Подобно другим платформерам, таким как Pandemonium! (1996) и Klonoa: Door to Phantomile (1997), Kirby 64 — это 2,5D платформер; в котором окружение и персонажи отображаются в трехмерной компьютерной графике, но игровой процесс ограничен двухмерной плоскостью. Игроки управляют Кирби с помощью D-pad геймпада Nintendo 64. Как и в предыдущих играх, Кирби может ходить или бегать, приседать, прыгать и вдыхать врагов или предметы, чтобы использовать их как атаку. Он может летать в течение ограниченного времени, вдыхая с себя воздух; во время полета Кирби не может атаковать или использовать другие свои способности, хотя он может выпустить слабый поток воздуха. Поедая определённых врагов, Кирби может получить способности копирования — возможности, позволяющие ему перенимать свойства, которыми обладал враг. Король Дидиди также доступен для игры в определённые моменты и может использовать свой молот, чтобы разбивать предметы, которые Кирби не может разбить.
В Kirby 64 появляется Мощное Комбо (англ. Power Combos), возможность комбинировать способности копирования. Мощные Комбо можно создать, вдохнув двух врагов одновременно, бросив одну способность в другую (в виде многоконечной цветной звезды) или плюнув врага в другого. Последние два способа создают увеличенную цветную звезду, которую можно собрать, чтобы получить Мощное Комбо. Существует 28 возможных комбинаций, которые сильнее обычных способностей копирования или имеют дополнительные эффекты. Например, объединив способности «Огонь» и «Игла», Кирби может стрелять огненными стрелами. Игроки также могут смешивать две одинаковые способности, что увеличит их силу. Существуют семь различных способностей, и любые два из них могут быть объединены с целью получения совершенно новых способностей из различных сочетаний. Основные способности — Огонь, Камень, Лёд, Иглы, Бомба, Искра, и Резак.
Действие игры происходит в шести мирах, которые разделены на несколько уровней. Выбрав уровень, игрок должен пройти его, избегая врагов и препятствий. Если Кирби или Король Дидиди касается врага или опасности, они теряют здоровье. Здоровье можно пополнить, поедая еду, разбросанную по уровню. Если у персонажа здоровье на нуле, либо персонаж падает с нижней части экрана или его раздавливает движущийся объект, игрок теряет жизнь. Потеря всех жизней приводит к завершению игры. Игроки могут зарабатывать жизни, собирая звезды или символику «1-up». Осколки кристалла разбросаны по уровням, и хотя Мощные Комбо опциональный, они необходимы для сбора некоторых осколков и получения настоящей концовки игры. В конце каждого уровня игроки принимают участие в бонусной игре с целью сбора еды, жизней, звёзд или карточек с информацией о врагах. На некоторых уровнях встречаются боссы, которых игрок должен победить, чтобы пройти дальше. Концовка игры определяется тем, собрал ли игрок все Кристальные Осколки к моменту победы над боссом шестого мира — Чудо Материей (англ. Miracle Matter). Если игрок не собрал все семьдесят четыре осколка, его ожидает плохая концовка, включающая жуткий взгляд Королевы Фей, дающий игроку намёк на то, что в игре ещё остались следы Темной материи. Если все осколки собраны, откроется седьмой, последний мир, где игрок сможет сразиться с настоящим финальным боссом — Ноль Два и увидеть хорошую концовку игры после победы над ним.
Помимо однопользовательского режима, в главном меню можно открыть многопользовательский режим. Здесь до четырёх игроков могут соревноваться в трех мини-играх: 100-Ярдный Прыжок (англ. 100-Yard Hop) — прыжки с препятствиями до финиша; Крупный Урожайный Сбор (англ. Bumper Crop Bump) — соревнование по сбору еды; и Гонки на Шахматной Доске (англ. Checkerboard Chase) — игра на выживание, в котором оппоненты пытаются свалить друг друга вниз, закрашивая и уничтожая часть платформы. Игроки могут регулировать уровень сложности (Easy, Medium, Hard и Intense) и управлять Кирби, Королём Дидиди, Аделиной или Уоддл Ди.

## Сюжет
Пульсирующая Звезда (англ. Ripple Star) — планета, населённая феями, подверглась нападению и была захвачена Тёмной Материей. Одна из фей по имени Ленточка (англ. Ribbon), улетает из дома со священным сокровищем — Великим Кристаллом. Три Тёмных Материи разбивают кристалл на куски, которые разбрасываются по планетам, а Ленточка падает на планету Поп Звезда на отдыхавшего Кирби. Ленточка, убитая горем и сумевшая сохранить лишь одну часть кристалла просит Кирби помочь ей найти Кристальные Осколки, чтобы спасти Пульсирующую Звезду от контроля Тёмной Материи и главный герой соглашается. Кирби и Ленточка заручаются поддержкой Уоддл Ди, Аделины (англ. Adeleine) и Короля Дидиди, с которыми продолжают поиски частей кристалла по всей галактике. Кирби и команда в итоге восстанавливают кристалл и освобождают Пульсирующую Звезду от влияния Тёмной Материи, с помощью восстановленного Кристалла. Тем не менее, последняя, самая мощная из Тёмных Материй выходит из Королевы Фей и образует планету под названием Тёмная Звезда (англ. Dark Star). Кирби и Ленточка бросают вызов форме Тёмной Материи — 02 (Ноль Два) с помощью кристалла. Тёмная Звезда исчезает, а Кирби и команду приветствуют как героев, освободивших Пульсирующую Звезду.

## Разработка
Kirby 64 была разработана HAL Laboratory как первая игра в серии Kirby с 3D графикой. Разработка началась в сентябре 1997 года, незадолго до выхода Kirby’s Dream Land 3. В то время 3D графика становилась более распространенной, поэтому разработчики HAL Laboratory хотели создать 3D игру в серии Kirby. По словам руководителя проекта Такаси Сайто, соблюдение графика было сложной задачей из-за пристального внимания разработчиков к деталям, поэтому ему пришлось балансировать между созданием качественной игры и выпуском её в срок. Команда разработчиков должна была с осторожностью перенести художественный стиль серии в 3D, так как они не хотели разочаровать поклонников серии Kirby. Игра изначально разрабатывалась для 64DD, дополнения к дисководу для Nintendo 64 (N64), но после коммерческого провала дополнения стала стандартным релизом для консоли
К октябрю 1997 года разработчики HAL Laboratory создали экспериментальный прототип игры в 3D. Студия работала над этим прототипом, который использовал аналоговый стик геймпада N64 для управления Кирби, примерно за год до релиза. Такаси Сайто отметил, что прототип был почти завершён и «был довольно хорош», но команда чувствовала, что может сделать лучше. Разработчики HAL Laboratory изменили конфигурацию управления с аналогового стика на D-pad, поскольку игровой процесс проходил на плоскости 2,5D, а не 3D. На выставке Space World в 1999 году разработчики наблюдали, как дети играют с оригинальной конфигурацией. Они заметили, что дети оставляли геймпад N64 на рекламной подставке, когда использовали аналоговый стик, и испытывали трудности с использованием плечевой кнопки Z, которая была необходима в данной конфигурации. Придумывание новой схемы управления вызвало споры, поскольку разработчики HAL Laboratory активно использовали кнопку Z в игре Super Smash Bros. (1999). Команда остановилась на конфигурации с D-pad после её успешного тестирования с учениками начальной школы.
Игровая механика Мощное Комбо была задумана для того, чтобы усилить способности Кирби и провести следующий эксперимент: что произойдет, если смешать способности копирования. Такаси Сайто отметил, что игра предназначена для всех возрастов и будет либо легкой, либо трудной в зависимости от стиля игры. Если игрок слишком полагается на Мощные Комбо, игра становится сложной, в ином случае игра становится легче. Первоначально в игре должно было быть несколько играбельных персонажей (включая Уоддл Ди, чей игровой процесс был сосредоточен на сборе предметов), но только Кирби и Король ДиДиДи остались играбельными в финальной версии игры. Фея Ленточка первоначально называлась Кавасима и задумывалась как средство для смены персонажа игрока. Скриншоты бета-версии были первоначально выложены на сайте Nintendo.com 1 июня 1999 года. Технология N64 также сделала возможными мини-игры для четырёх игроков. Создатель серии игр Масахиро Сакураи принимал незначительное участие в разработке Kirby 64 и избегал играть в неё во время разработки; он боялся, что любые его комментарии будут противоречить видению HAL Laboratory.
Издатель Nintendo анонсировал игру на выставке E3 1999. По словам IGN, выход Kirby на N64 был «долгожданным», поскольку предыдущая игра серии для системы — Kirby Bowl 64 — была отменена. Kirby 64 вышла в Японии 24 марта 2000 года, в Северной Америке 26 июня 2000 года, а в Европе 22 июня 2001 года. Рецензент GameSpot отметил, что в отличие от других игр про Кирби, Kirby 64 вышла до того, как закончилась поддержка системы. Такаси Сайто отметил, что хотел выпустить игру раньше, но большее время разработки означало большую степень проработки деталей. Это была последняя традиционная игра про Кирби для домашних консолей до выхода игры Kirby’s Return to Dream Land (2011).
Игра переиздана для системы Virtual Console на консоли Wii 25 февраля 2008 года в Северной Америке, 6 марта 2008 года в Европе, 15 апреля 2008 года в Японии. Для системы Virtual Console на консоли Wii U игра была выпущена 25 июня 2015 года в Европе и 30 июля 2015 года в Северной Америке. Игра также была включена в Kirby’s Dream Collection (2012), сборник игр Kirby для Wii, посвященный 20-летию серии.

## Критика
| Сводный рейтинг    | Сводный рейтинг |
| Агрегатор          | Оценка          |
| ------------------ | --------------- |
| GameRankings       | 74,49 %         |
| Metacritic         | 77/100          |
| Иноязычные издания |                 |
| Издание            | Оценка          |
| Edge               | 5/10            |
| Famitsu            | 32/40           |
| GameFan            | 90 %            |
| GameSpot           | 6,9/10          |
| IGN                | 7,9/10          |
| Nintendo Power     | 8,1/10          |
| Hyper              | 85 %            |
| N64                | 72 %            |

Kirby 64: The Crystal Chards получила «в целом положительные отзывы», согласно агрегатору Metacritic. Критики уподобляли её другим 2,5D платформерам на N64, включая Goemon’s Great Adventure (1998) и Yoshi’s Story(1997), Некоторые считали, что её игровой процесс и визуальное оформление напоминают старые платформенные игры для NES и SNES. Рецензенты Edge посчитали это недостатком, написав, что игра страдает от отсутствия инноваций на фоне других серий игр Nintendo, утверждающихся на растущем рынке 3D-игр. Они объяснили это, написав: «Kirby 64 просто не хватает оригинальности или продолжительности, чтобы выделиться среди множества изобретательных платформеров, уже вышедших на N64». Рецензент GameFan писал, что, хотя это и хороший отдых от 3D-игр, графика Kirby 64 напоминает игры на SNES и вскоре покажется устаревшей. Японское издание Famitsu оценило игру в 32 балла из 40.
По мнению критиков, Kirby 64 не хватало продолжительности и сложности. Рецензент журнала N64 Magazine считал, что ранние уровни были приятными, но последующие этапы стали скучными, и полагал, что игра выиграла бы от более сложного дизайна уровней. Они считали, что Kirby 64 растратила потенциал и описывали её как «недолговечную и повторяющуюся». Рецензент Electronic Gaming Monthly писал, что «медленный темп игры и низкая сложность не позволили заинтересоваться спустя некоторое время.» Рецензенты обеих журналов согласились с тем, что попытка найти все осколки добавила некоторую сложность, но рецензент GameSpot написал, что даже с этим содержанием игру можно пройти за три дня аренды[что?]. IGN и Hyper также рекомендовали игру в качестве аренды для геймеров старшего возраста и только в качестве покупки для детей. «Милая» графика игры и сюжетные элементы также повлияли на то, что критики рекомендовали игру для детей. Мини-игры также критиковались за то, что они мало способствуют продолжительности игры, хотя они были в положительном ключе напоминали оные в игре Mario Party.
Хотя графика подверглась критике за свою простоту и излишнюю миловидность, она также получила немало похвал. Рецензент N64 Magazine назвал графику лучшим аспектом игры и положительно отметил пейзажи и окружение. Рецензент Electronic Gaming Monthly назвал цвета «яркими» и «чистыми», а рецензент Hyper написал, что игра похожа на книжку с картинками благодаря пастельным оттенкам. Рецензент Nintendo Power сравнил милый и красочный вид игры с игрой Yoshi’s Story. Рецензент IGN отметил, что Kirby 64 была «Простой. Мультяшной. Красочной. […] Это игра про Кирби, и она выглядит именно так, как вы ожидаете её увидеть». Несколько критиков высоко оценили анимацию персонажей. Рецензент GameSpot написал, что персонажи были реалистичными, а рецензент Hyper почувствовал индивидуальность в героях и врагах.
Среди ретроспективных обзоров рецензент Nintendo Life отметил, что визуальное оформление игры выдержано благодаря стилизованным теням и цветам, а окружение создает ощущение величия, которое редко удается передать в других играх серии Kirby. Рецензент Eurogamer написал, что игра «не делает с потенциалом N64 столько, сколько могла бы сделать, и по этой причине остается на вторых ролях среди игр Nintendo, но это не повод игнорировать игру как увлекательный и отполированный продукт.» В 2012 году сайт GamesRadar поместил Kirby 64: The Crystal Shards на 6 место в списке «Лучших игр серии Kirby» и на 23-е место в списке лучших игр для N64. Сайт USgamer поставил игру на 13-е место в списке лучших традиционных игр серии Kirby из 16 в 2017 году, назвав её «не вдохновляющей».
Игра стала коммерчески успешной. В Японии продано 1,07 миллиона копий игры, в США — 541 600 копий.

## Заметки
1. ↑  Известная в Японии как Hoshi no Kirby 64 (яп. 星のカービィ64 Хоси но Ка:би: Рокудзю:ён, рус. «Звезда Кирби 64»)
2. ↑  Оценка основана на базе 22 рецензий.